# Браззавильская конференция
Браззавильская конференция губернаторов французских колониальных владений (январь-февраль 1944) — конференция французских колониальных администраторов, выработавшая серию мероприятий по модернизации французской колониальной системы.

## Предыстория
После капитуляции Франции в июне 1940 года предательская и пособническая политика правительства Виши встретила растущее сопротивление во французских колониях. С конца лета 1940 года французские колонии одна за другой стали присоединяться к «Свободной Франции». Колониальные проблемы занимали первостепенное значение в деятельности Французского комитета национального освобождения (ФКНО) и его главы генерала Шарля де Голля. Без империи де Голль и его окружение не представляли себе сильной Франции в послевоенном мире. При этом они не могли не учитывать мощного подъёма национально-освободительного движения колониальных и зависимых народов, начавшегося в ходе Второй мировой войны:
Сердца африканцев исполнились трепетом надежды и веры в право человека быть свободным. Драма, потрясшая мир, элемент чудесного, который входил в «голлистскую» эпопею, развёртывавшуюся на их собственном континенте, картина войны, требовавшей напряжённых усилий, менявшей самые условия их существования, — всё это не могло не сказаться в хижинах и кочевьях, в саванне и в лесах, в пустыне и на берегах рек: миллионы чернокожих людей, тысячелетиями изнывавших под ярмом нищеты, отныне поднимали голову и задумывались над своим уделом.
Стратегическая установка де Голля и возглавляемого им ФКНО состояла в том, чтобы попытаться примирить факт национального пробуждения колониальных народов с сохранением основ колониальной империи Франции; пойти на уступки требованиям колоний ради спасения главного — французского политического господства над ними. С этой целью национальный комиссар по делам колоний Рене Плевен созвал в столице Французской Экваториальной Африки — Браззавиле — двадцать генерал-губернаторов и губернаторов для утверждения нового политического курса, который должен был привести от Французской империи к Французскому Союзу. Конференция должна была установить, на каких конкретных основах может быть постепенно создано французское сообщество, охватывающее всю территорию Чёрной Африки, взамен существующей системы прямого управления.

## Конференция
Конференция открылась в Браззавиле 30 января 1944 года. Помимо генерал-губернаторов и губернаторов, на ней присутствовали председатель Консультативной ассамблеи, десяток её делегатов, а также авторитетные деятели, не занимавшие официального положения. Со вступительной речью выступил Шарль де Голль.
Конференция проработала неделю, и закрылась 8 февраля. Принятая конференцией Браззавильская декларация провозгласила, что
1. Французская империя остаётся единой,
2. В каждой колонии создаются полуавтономные ассамблеи,
3. Граждане французских колоний получают права, равные с правами прочих граждан Франции,
4. Граждане французских колоний получают право голосовать на выборах во французский парламент,
5. Представители коренного населения колоний получают право участвовать в работе администрации колоний,
6. Должны быть проведены экономические реформы, изменяющие эксплуататорский характер взаимоотношений между Францией и колониями.

## Итоги
Браззавильская декларация была по-разному воспринята в мире. Для населения колоний уступки, полученные в Браззавиле, были первым шагом на пути к независимости, в то время как для колониалистских кругов Франции они были пределом возможных уступок:
Проведение либеральных мероприятий, но в тесных рамках французского суверенитета; экономические, социальные и административные реформы, но в политической области — никаких потрясений основ, напротив, священное уважение колониального порядка. В начале 1944 года деколонизация была ещё непостижима для французского ума; всё ещё сохранялся идеал, что французский африканец превратится однажды в африканского француза.